# 杉本準一郎
杉本準一郎（すぎもと じゅんいちろう、1948年 - ）は、滋賀県出身の彫刻家。新制作協会彫刻部に所属。近年は彫刻を通じた国際交流に主軸を置いた活動を行っている。

## 経歴
- 1948年 甲賀市信楽町に生まれる
- 1969年 第33回新制作展 初入選
- 1973年 第37回新制作展 新作家賞受賞
- 1992年 新制作協会彫刻部 会員推挙
- 2003年 日本・インドHARMONY彫刻シンポジウム(デリー)主宰
- 2006年 日本・ネパールHARMONY彫刻シンポジウム(カトマンズ)主宰
- 2008年 長年勤務した常滑高校を退職
- 2010年 イタリア・トロント市国際シンポジウム共同主宰（イタリア）
- 2011年 市民と共につくるシンポジウム（湖南市岩根）主宰
- 2012年 善水寺にて個展を開催
- 2013年 世界遺産ネパール・パタン王宮・ポカラ国際彫刻シンポジウム主宰（ネパール）
- 2015年 個展 [1][2]（京都）
- 2016年 国際彫刻シンポジウム２０１６（ネパール）
- 2016年 個展 [3] [2]（京都）
- 2017年 個展 杉本準一郎展 [2]（京都）
- 2017年 [4] セントラルアートギャラリー（名古屋）
- 2018年 個展 [5] [2]（京都）
- 2019年[6][7] 妙香園画廊（名古屋）
- 2019年 個展 [8] [2]（京都）
- 2020年 ガルコット国際彫刻シンポジウム[9][10]（ネパール）

## 作品
- 道立庶野診療所 みんなで乗る舟[11]（北海道えりも町）
- スギモトオープンエアミュージアム[12](岐阜県不破郡関ケ原町)
- 常滑市梶間台ミュゼ通り彫刻群 (愛知県常滑市かじま台)
- 岩根山産石の彫刻シンボルアート[13][14]（滋賀県湖南市岩根）
- 常滑市大曽公園 大きな青い花[15]（愛知県常滑市）

## 作品集
- 私より大切な私の心 : 杉本準一郎彫刻作品 : 1974-1978[16]
- 杉本準一郎彫刻展2012 in 国宝善水寺[17]